# Pittsburgh Motor Car Company
Pittsburgh Motor Car Company, vorher Fort Pitt Motor Manufacturing Company, war ein US-amerikanischer Hersteller von Automobilen.

## Unternehmensgeschichte
B. G. von Rottweiler zog 1905 von Deutschland in die USA und erreichte 1906 New Kensington in Pennsylvania. Er beabsichtigte, den weltbesten Rennwagen herzustellen. J. A. Sturtevant und William E. Ward, die eine kleine mechanische Werkstätte betrieben, halfen ihm dabei. Der Motor wurde fertiggestellt, das Fahrzeug nicht.
Ende 1907 gründete Rottweiler mit finanzieller Hilfe von H. S. Schmitt die Fort Pitt Motor Manufacturing Company. Schmitt wurde Präsident, Sturtevant Vizepräsident, Ward Sekretär und Arthur J. Paige Superintendent und Generalmanager. Der Posten von Rottweiler ist nicht genannt. Die Produktion von Automobilen begann. Der Markenname lautete Pittsburgh, evtl. mit dem Zusatz Six. Zwischen 15 und 18 Mitarbeiter waren beschäftigt.
1908 verließ Rottweiler das Unternehmen. Im Dezember 1909 führte die General Engineering Company aus Pittsburgh eine Reorganisation durch. Der Erfolg blieb gering. Im April 1910 wurde daraus die Pittsburgh Motor Car Company. Pläne für einen Umzug nach Braddock in Pennsylvania wurden nicht durchgeführt. Am 1. Juli 1910 endete die Produktion in New Kensington. Im Januar 1911 wurden noch zwei Fahrzeuge auf einer Automobilausstellung in New York City präsentiert.
Im Februar 1911 wurde angekündigt, dass das ehemalige Werk der Pittsburgh Steel Pulley Company in Pittsburgh übernommen würde und der Sitz dahin verlagert würde. Anscheinend sind dort noch einige Fahrzeuge montiert worden. Insgesamt entstanden nur wenige Fahrzeuge. Weitere Hersteller von Personenkraftwagen der Marke Pittsburgh waren Pittsburgh Motor Vehicle Company und Pittsburgh Machine Tool Company.

## Fahrzeuge
Der Motor für den Rennwagen war wie alle nachfolgenden Motoren ein Sechszylindermotor. 177,8 mm Bohrung und 228,6 mm Hub ergaben 34.054 cm³ Hubraum. Die Motorleistung soll 200 PS betragen haben.
Bei den Pkw-Modellen betrug die Bohrung 120,65 mm, der Hub 133,35 mm und der Hubraum 9147 cm³.
1908 gab es den 72 HP. Die Motorleistung war mit 72 PS angegeben. Das Fahrgestell hatte 307 cm Radstand. Zur Wahl standen Runabout, Rumble-Seat Runabout, Roadster und Tourenwagen.
1908 wurde ein zweisitziger Runabout Model A genannt, ein dreisitziger Roadster Model B, ein viersitziger Tourabout Model C und ein siebensitziger Tourenwagen Model D. Der Siebensitzer hatte 315 cm Radstand.
Ab 1910 war die Motorleistung nur noch mit 60 PS angegeben. Model B war ein dreisitziger Runabout mit 310 cm Radstand, Model C ein fünfsitziger Tourenwagen mit 315 cm Radstand und Model D ein siebensitziger Tourenwagen mit 340 cm Radstand.
Für 1911 sind keine Modellbezeichnungen und Radstände mehr überliefert. Genannt werden ein dreisitziger Roadster und ein siebensitziger Tourenwagen.

## Modellübersicht
| Jahr | Modell | Ausführung | Zylinder | Leistung (PS) | Radstand (cm) | Aufbau                                                |
| ---- | ------ | ---------- | -------- | ------------- | ------------- | ----------------------------------------------------- |
| 1908 | 72 HP  |            | 6        | 72            | 307           | Runabout, Rumble-Seat Runabout, Roadster, Tourenwagen |
| 1909 | 72 HP  | Model A    | 6        | 72            | 307           | Runabout 2-sitzig                                     |
| 1909 | 72 HP  | Model B    | 6        | 72            | 307           | Roadster 3-sitzig                                     |
| 1909 | 72 HP  | Model C    | 6        | 72            | 307           | Tourabout 4-sitzig                                    |
| 1909 | 72 HP  | Model D    | 6        | 72            | 315           | Tourenwagen 7-sitzig                                  |
| 1910 | 60 HP  | Model B    | 6        | 60            | 310           | Runabout 3-sitzig                                     |
| 1910 | 60 HP  | Model C    | 6        | 60            | 315           | Tourenwagen 5-sitzig                                  |
| 1910 | 60 HP  | Model D    | 6        | 60            | 340           | Tourenwagen 7-sitzig                                  |
| 1911 | 60 HP  |            | 6        | 60            |               | Roadster 3-sitzig, Tourenwagen 7-sitzig               |